# Bořivoj Lauda
Bořivoj Lauda (2. srpna 1922 Jindřichův Hradec – 7. prosince 2017 České Budějovice) byl český grafik, scénograf a kostýmní výtvarník a ředitel Alšovy jihočeské galerie v Hluboké nad Vltavou.

## Život
Bořivoj Lauda se narodil v roce 1922 v rodině malíře Richarda Laudy, významného člena generace konce 19. a počátku 20. století, a Marie Laudové, rozené Školaudyové. Bořivojův mladší bratr Jaromír absolvoval Vysokou školu uměleckoprůmyslovou v Praze a stal se grafikem, kaligrafem, restaurátorem starých rukopisů a autorem jejich faksimile. Společným strýcem (otcovým bratrem) obou byl sochař Bohuš Lauda, kterého ale vzhledem k jeho předčasnému úmrtí v roce 1918 ani jeden z nich nepoznal.
Rané dětství prožil v městečku Jistebnice, ke kterému měl celý život vřelý vztah. Vždyť už jeho praděda Jakub, barvíř, zde zanechal výtvarnou stopu, děda Augustin byl starostou a zakladatelem kulturních spolků v Jistebnici a otec Richard věnoval tomuto kraji a jeho obyvatelům téměř celé své malířské a grafické dílo. V roce 1925 se rodina přestěhovala do Tábora, kde otec postavil vilu s ateliérem v krásné lokalitě údolí Lužnice. O otce přišel velmi brzy, už v šesti letech, když zemřel na zápal plic po prochladnutí při záchraně uměleckých děl ohrožených přírodní katastrofou v Táboře roku 1929. Už v průběhu studií na gymnáziu a reálce v Táboře ovlivnili Bořivoje jeho profesoři Jindřich Schenk a Pavel Laška. Po odchodu do Prahy v letech 1941–1942 studoval na soukromé umělecké škole Officina Pragensis vedené grafikem a ilustrátorem Jaroslavem Švábem. Od roku 1943 pracoval jako kolorista a fázař při výrobě kreslených filmů v Ateliéru filmových triků v Praze (AFIT), později Bratři v triku, pod uměleckým vedením Jiřího Trnky. Po skončení války pokračoval ve studiu v ateliéru užité a propagační grafiky Antonína Strnadela na Vysoké škole uměleckoprůmyslové v Praze (1945–1951). Pod vlivem svého profesora i poválečného nadšení ve společnosti se spolu s bratrem stali zakladateli vysokoškolského Vycpálkova souboru lidových písní a tanců jako tanečníci, zpěváci, zejména se ale angažovali po výtvarné stránce. To Laudu přivedlo k systematickému studiu českých, moravských i slovenských krojů, včetně dalších projevů lidových tradic. Po vysokoškolských studiích pak využil své profesionální studijní poznatky spolu s amatérskou praxí jako výtvarník-scénograf v Československém státním souboru písní a tanců. Nadále spolupracoval s bývalým prof. Antonínem Strnadelem i dalšími odborníky, prof. Karlem Plickou, prof. Františkem Trösterem a dalšími. Lidové umění se stalo rovněž jednou z hlavních inspirací jeho vlastní umělecké tvorby. V průběhu jedenácti let této práce vytvořil kolekci pro národopisné oddělení Národního muzea v Praze, která je kulturně uměleckým dokladem historie stylizace lidových krojů pro profesionální soubor.
V roce 1970 byl jmenován ředitelem Alšovy jihočeské galerie v Hluboké nad Vltavou. Na této pozici setrval do roku 1986. Svými texty přispěl do řady samostatných i kolektivních katalogů a uměleckých publikací. Coby kurátor realizoval mimo jiné několik výstav otce Richarda Laudy (1978, 1983) a výstav českého a jihočeského poválečného výtvarného umění. Také v pozdějších letech se věnoval grafické práci, kresbě a návrhům tanečních kostýmů.
Autorské výstavy: České Budějovice 1989, 1993, 1995, 2007, Freistadt 1993, 1995, Jílovice 1988, Jindřichův Hradec 2002, Jistebnice 2004, Strakonice 1987, Tábor 1962, 1987, 1997, Praha 2009
Výtvarná sympozia: Terst (Itálie) 1995, Tescani (Rumunsko) 1997